# Graham Bright
Pour les articles homonymes, voir Bright.
Sir Graham Frank James Bright, né le 2 avril 1942 à Horndon-on-the-Hill (Angleterre) et mort le 19 janvier 2024, est un homme politique et homme d'affaires britannique. 
Membre du Parti conservateur, il est député de 1979 à 1997. Il est ensuite commissaire de la police et de la criminalité du Cambridgeshire de 2012 à 2016.

## Biographie

### Jeunesse et carrière
Jusqu'à l'âge de quinze ans, Graham Bright fait ses études à l'école moderne secondaire Hassenbrook de Stanford-le-Hope. Il suit ensuite des cours au Thurrock Technical College. En dehors de la politique, il travaille comme responsable marketing, directeur d'usine et directeur d'entreprise. Il est président et chef de la direction de Dietary Foods Ltd pendant plus de 30 ans.

### Carrière politique
Jeune conservateur actif, Graham Bright fait ses armes politiques en tant que membre du Thurrock Borough Council de 1965 à 1979, et du Essex County Council de 1967 à 1970. Il se présente sans succès au Parlement en 1970 et 1974 à Thurrock et à Dartford lors de la deuxième élection générale de 1974, avant d'être élu à Luton East en 1979 . Après un changement de limites de la circonscription, il est transféré à Luton-Sud aux élections générales de 1983, occupant le siège jusqu'à sa défaite aux élections générales de 1997 face à Margaret Moran du Labour.
Pendant son séjour au Parlement, Bright est secrétaire privé parlementaire (SPP) de divers membres du Cabinet pendant 18 ans, notamment de John Major pendant ses quatre premières années en tant que Premier ministre (1990-1994). Bright est ensuite vice-président du Parti conservateur de 1994 à 1997. Il reçoit le titre de chevalier en 1994.
Graham Bright présente à la Chambre des communes deux projets de loi d'initiative parlementaire qui sont devenus loi. Le premier, introduit en 1983, est adopté sous le nom de Video Recordings Act 1984, qui exige que tous les enregistrements vidéo commerciaux proposés à la vente ou à la location au Royaume-Uni portent une classification.
Le deuxième, introduit en 1990, souvent appelé « Acid House [parties] Bill »  est devenu le Entertainments (Increased Penalties) Act 1990. Dans des documents relatifs à sa candidature à la police et au crime du Cambridgeshire, le commissaire Bright décrit ces projets de loi comme « visant à protéger les jeunes ».
En septembre 2012, Graham Bright est choisi par le parti conservateur pour être leur candidat à l'élection du commissaire à la police et au crime du Cambridgeshire . Il gagne l'élection en novembre 2012, et nomme son collègue de Parti et d'affaires Brian Ashton comme son adjoint, ce qui est critiqué et apparaît comme du favoritisme potentiel. En décembre 2012, Graham Bright appelle à une répression des cyclistes « antisociaux » et « dangereux » . En novembre 2013, il déclare que les casques de vélo devraient être obligatoires .